# ヘラルド・オブ・アームズ

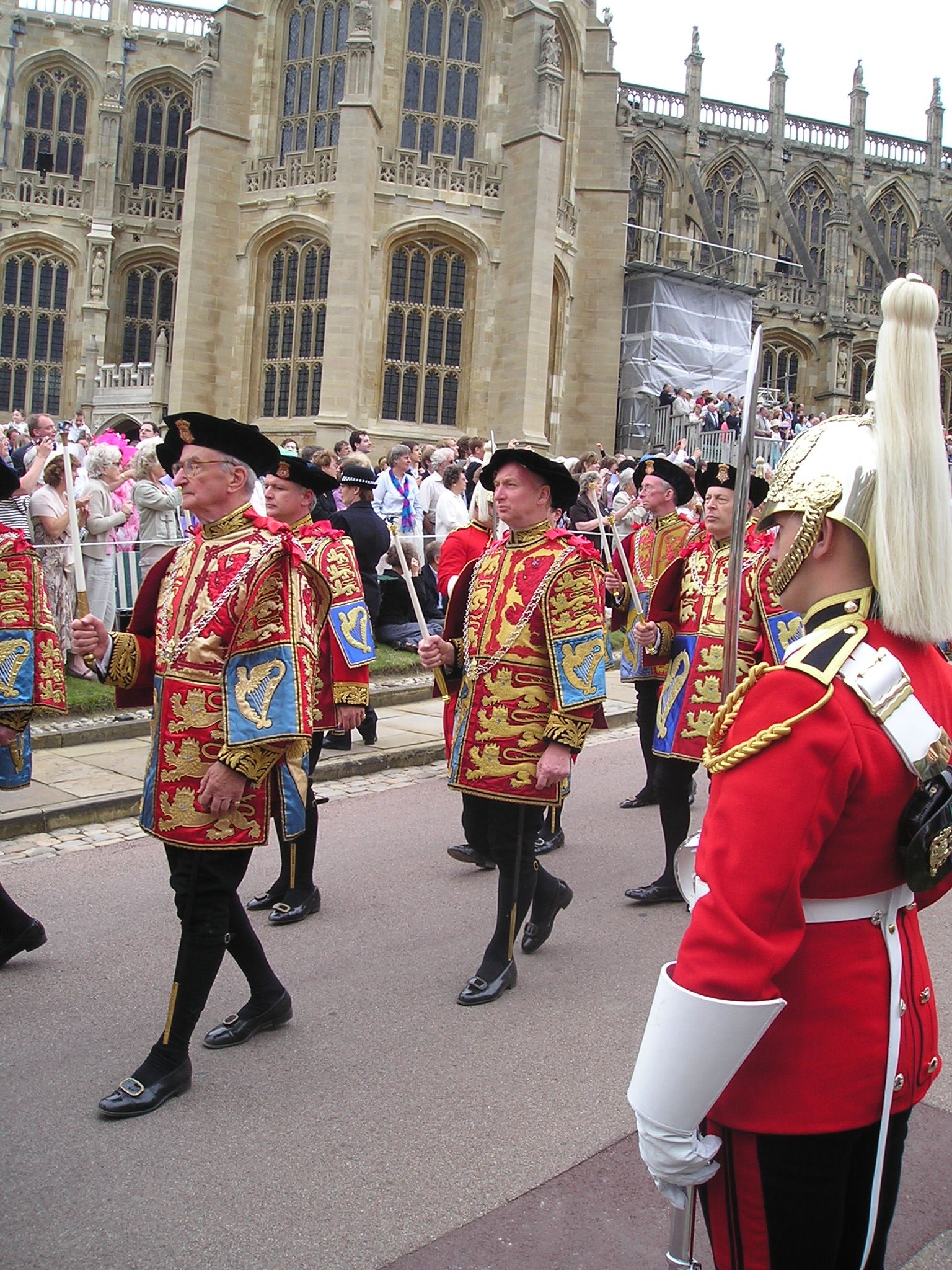
年に一度のガーター・セレモニーのためにタバードを着用し、列をなしてウィンザー城の聖ジョージ教会 (St. George's Chapel) へ向かうヘラルドたち（2006年）。（左から）ウェールズ・ヘラルド・オブ・アームズ（非常任）のマイケル・シドンズ、サマセット・ヘラルド・オブ・アームズ（常任）のデイビッド・ホワイト、マルトレバース・ヘラルド・オブ・アームズ（非常任）のジョン・ロビンソン、ヨーク・ヘラルド・オブ・アームズ（常任）のヘンリー・パストンビディングフェルド、ウィンザー・ヘラルド・オブ・アームズ（常任）のウィリアム・ハント。

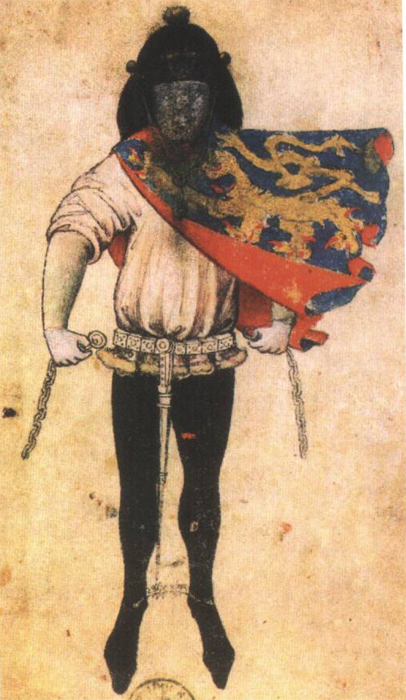
ゲルデルン公のヘラルド（1380年頃）

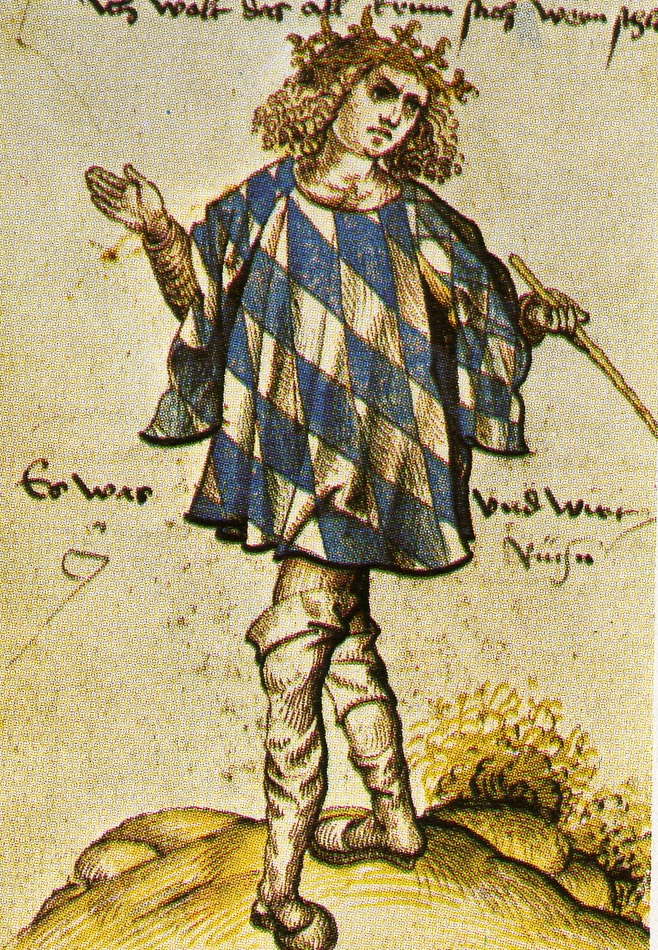
バイエルンの紋章のタバードを着ているヘラルド、ヨルグ・ルーゲン (Joerg Rugenn) （1510年頃）。

ヘラルド・オブ・アームズ（英: herald of arms）または単にヘラルドは、パーシヴァントとキング・オブ・アームズの間に位置する紋章官である。
この称号がすべての位の紋章官に対して総称のように用いられることがある。日本語では中級紋章官、あるいは単に紋章官などと訳されるが、定訳ではない。

## 解説
ヘラルドは当初、君主または貴族からの布告や声明を伝えるために派遣される伝令官であった。つまり、現代の外交官にあたる職務を持つ者であった。例えば、百年戦争では、フランスのヘラルドは、ヘンリー5世王に中断している戦争を再開するよう要求した。7千のイングランド軍と2万のフランス諸侯軍で行われたアジャンクールの戦いの最中、イングランドとフランスのヘラルドは共に、戦場近くの丘からその戦闘の様子を見ていたが、双方ともイングランドが勝者であることに同意した。また、フランスのヘラルドは、会戦を名付ける権利を得たヘンリー5世に近くの城の名前を提供した。
他の紋章官と同様に、ヘラルドは、しばしば彼の主君の紋章で飾られたタバードと呼ばれる外衣を着用する。それは、おそらく、中世後期の馬上槍試合の管理において騎士が持つ紋章の規制とヘラルドが関わるようになった彼らの役割によった。紋章学の科学は長年にわたってますます重要になり、更に厳密に管理されるようになっていった。そして、今日でも世界の数カ国で紋章はヘラルドによって管理監督されている。このように、今日におけるヘラルドの主要な職務は、紋章の専門家であることであるが、イギリスでは今でも、ヘラルドは国王の紋章で飾られたタバードを着て公的に布告を読み上げるように求められることがある。
今日でも職務を遂行している正式なヘラルドが、イギリス、アイルランド、カナダ及び南アフリカ共和国を含む数カ国にいる。イングランド及びスコットランドでは、大部分のヘラルドは王国の常勤職員であり、「ヘラルド・オブ・アームズ・イン・オーディナリー (Heralds of Arms in Ordinary)」と呼ばれている。一時的な指名による非常勤のヘラルドは、「ヘラルド・オブ・アームズ・エクストラオーディナリー」となる。これら非常勤のヘラルドは、戴冠式のような特定の主要な国家的式典にしばしば任命される。加えて、カナダ紋章局 (Canadian Heraldic Authority) は、長年勤めた紋章官または優秀な紋章官に敬意を表する「ヘラルド・オブ・アームズ・エメリタス (Herald of Arms Emeritus)」の職位を創設した。エメリタスは、退官後名誉職となった者のことを指す。スコットランドでは、一部の氏族長（有力な貴族の家長）が、一族の者の紋章的または系譜的な重要性の案件を取り扱うために私設紋章官（通常はパーシヴァント）を任命することがある。

## 各国のヘラルド

### イングランド

#### 常任
- リッチモンド・ヘラルド・オブ・アームズ (Richmond Herald of Arms in Ordinary)
- チェスター・ヘラルド・オブ・アームズ (Chester Herald of Arms in Ordinary)
- ランカスター・ヘラルド・オブ・アームズ (Lancaster Herald of Arms in Ordinary)
- ヨーク・ヘラルド・オブ・アームズ (York Herald of Arms in Ordinary)
- サマセット・ヘラルド・オブ・アームズ (Somerset Herald of Arms in Ordinary)
- ウィンザー・ヘラルド・オブ・アームズ (Windsor Herald of Arms in Ordinary)

#### 非常任
- アランデル・ヘラルド・オブ・アームズ (Arundel Herald of Arms Extraordinary)
- ボーモント・ヘラルド・オブ・アームズ (Beaumont Herald of Arms Extraordinary)
- マルトレバース・ヘラルド・オブ・アームズ (Maltravers Herald of Arms Extraordinary)
- ニュージーランド・ヘラルド・オブ・アームズ (New Zealand Herald of Arms Extraordinary)
- ノーフォーク・ヘラルド・オブ・アームズ (Norfolk Herald of Arms Extraordinary)
- サリー・ヘラルド・オブ・アームズ (Surrey Herald of Arms Extraordinary)
- ウェールズ・ヘラルド・オブ・アームズ (Wales Herald of Arms Extraordinary)

### スコットランド

#### 常任（スコットランド）
- オールバニー・ヘラルド・オブ・アームズ (Albany Herald of Arms in Ordinary)
- アイレー・ヘラルド・オブ・アームズ (Islay Herald of Arms in Ordinary)
- マーチモント・ヘラルド・オブ・アームズ (Marchmont Herald of Arms in Ordinary)
- ロスシー・ヘラルド・オブ・アームズ (Rothesay Herald of Arms in Ordinary)
- ロス・ヘラルド・オブ・アームズ (Ross Herald of Arms in Ordinary)
- スノーダウン・ヘラルド・オブ・アームズ (Snowdoun Herald of Arms in Ordinary)

#### 非常任（スコットランド）
- オークニー・ヘラルド・オブ・アームズ (Orkney Herald of Arms Extraordinary)

### カナダ

#### 常任（カナダ）
- チーフ・ヘラルド・オブ・カナダ (Chief Herald of Canada)
- アシニボイン・ヘラルド・オブ・アームズ (Assiniboine Herald of Arms in Ordinary)
- アタバスカ・ヘラルド・オブ・アームズ (Athabaska Herald of Arms in Ordinary)
- カッパーマイン・ヘラルド・オブ・アームズ (Coppermine Herald of Arms in Ordinary)
- フレーザー・ヘラルド・オブ・アームズ (Fraser Herald of Arms in Ordinary)
- ミラミチ・ヘラルド・オブ・アームズ (Miramichi Herald of Arms in Ordinary)
- サガネー・ヘラルド・オブ・アームズ (Saguenay Herald of Arms in Ordinary)
- サンローラン・ヘラルド・オブ・アームズ (Saint-Laurent Herald of Arms in Ordinary)

#### 非常任（カナダ）
- アルビオン・ヘラルド・オブ・アームズ (Albion Herald of Arms Extraordinary)
- キャピラノ・ヘラルド・オブ・アームズ (Capilano Herald of Arms Extraordinary)
- カウチン・ヘラルド・オブ・アームズ (Cowichan Herald of Arms Extraordinary)
- ドーファン・ヘラルド・オブ・アームズ (Dauphin Herald of Arms Extraordinary)
- ナイアガラ・ヘラルド・オブ・アームズ (Niagara Herald of Arms Extraordinary)
- ルージュ・ヘラルド・オブ・アームズ (Rouge Herald of Arms Extraordinary)

#### 名誉職（カナダ）
- ウタウエ・ヘラルド・オブ・アームズ (Outaouais Herald of Arms Emeritus)
- リドー・ヘラルド・オブ・アームズ (Rideau Herald of Arms Emeritus)

### インド
- デリー・ヘラルド・オブ・アームズ (Delhi Herald of Arms Extraordinary)